# Біблійний календар
Біблійний календар (Біблійні календарі; Календарі біблійної доби) — розділ біблеїстики, що досліджує календарі біблійної доби. У період Старого і Нового Заповіту не існувало єдиного календаря. Тому вивчення біблійних календарів вимагає чималих зусиль фахівців різних галузей і стало предметом особливої науки. Уточнення хронології священної історії тісно пов'язане зі способами літочислення, прийнятими у стародавніх пророків.

## Добове обчислення часу
Доба в Юдеї починалося з вечора (Бут. 1:5), що, мабуть, було пов'язане з давнім кочовим і пастушим способом життя. Саме слово «доба» у Біблії не зустрічається, за винятком єдиного вислову в апостола Павла (νυχθημερον, 2 Кор. 11:25). Аналогом його можна вважати єврейську ідіому והבוקר הערב, ха-ерев ве-ха-бокер (Дан. 8:26). Тривалість години не мала такої точності, як нині. Година вважалася 1/12 частиною фактичної тривалості дня чи ночі відповідно до сходу і заходу сонця, тобто залежала від широти і пори року. Коли був встановлений 12-годинний день, невідомо. У всякому разі, він був прийнятий не пізніше євангельської доби (Ін. 11:9). 
Як і в багатьох народів, ніч і день у Старому Заповіті ділилися на три «варти», по 3 або 4 години кожна - це був військовий звичай, що виник через зміни варти. З Євангелій з'ясовується, що юдеї узяли римський поділ ночі на 4 варти (Мт. 14:25). Тричастинний поділ дня (Пс. 54:18) відповідав 3 годинам денної молитви. У побутовому слововживанні «стражі» нерідко називалися годинами (1-й, 3-й, 6-й і 9-й), що відбилося в євангельських оповідях про Страсті і пізніше - у церковному богослужінні («часи»). У зв'язку з цим важко встановити, який реальний час мають на увазі євангелісти, коли говорить про 3-й і 6-й годину як про час Розп'яття. Більшість екзегетів вважає, що св. Йоан (Йн. 19:14) точніший. Його 6-та година відповідає нашому полудню, тому що римське літочислення охоплювало лише половину доби: ніч або день. Приладом для вимірювання часу були сонячні годинники, винайдені ще в 15 столітті до Р.Х. у Єгипті, а в Юдеї про них відомо з 8 століття до Р.Х. (4 Цар. 20:9-11).

## Тижневе обчислення часу
Тижневе обчислення часу, на відміну від добового, не орієнтувалося на природні цикли, а було штучним. Хоча у Старому Заповіті й існував поділ місяця на декади (Вих. 12:3; Нав. 4:19; 4 Цар. 25:1), загальноприйнятим був семиденний тиждень із суботнім днем спокою. Саме єврейське слово שבוע, шавуа, тиждень, перекладається як седмиця. Спеціальних назв для днів тижня, мабуть, не існувало: вони позначалися порядковими номерами. П'ятниця називалася днем «приготування» до суботи (Мк. 15:4). У християнській Церкві перший день тижня, на пам'ять про Воскресіння, отримав назву «дня Господнього» або «дня Воскресіння».

## Місячне обчислення часу
Місячне обчислення часу у Старому Заповіті мало кілька варіантів. Календар з Гезер (10 століття до Р.Х.) містить 12 місяців. Вони не мають назв і тісно пов'язані із сільськогосподарськими роботами. Зі Старого Заповіту відомий інший календар періоду до вавилонського полону. Біблія наводить назви його чотирьох місяців: האיתנים, זיו, אביב, בול, авів, зів, ха-етанів, бул. Цей календар був сонячним. Рік обраховувався від урожаю до урожаю (Вих. 23:16; 34:22). В період полону юдеї запозичили місячно-сонячний календар вавилонян та їхні назви місяців: אייר, ניסן, טבת, כסלו, מרחשון, תשרי, אלול, אב, תמוז, סיון, אדר, שבט, нісан, ійяр, сіван, тамуз, ав, елул, тішрі, мархешван, кіслев, тевет, шеват, адар. При цьому виникло два новоліття: одне весняне, а інше осіннє. Деякі громади (наприклад, ессеї) зберегли старий календар. Початок місяця відраховувався від появи молодого місяця, що відзначалося народним святом «новомісяччя». Тим не менше, через неточність астрономічних знань та залежності календаря від землеробських робіт, тривалість місяця часто змінювалася. Звідси величезні труднощі у синхронізації стародавнього обліку часу із сучасним.

## Історичне літочислення
Біблія не знає єдиної ери, від котрої б вівся обрахунок років. Найчастіше такого роду ерами були найважливіші події минулого (наприклад, вихід з Єгипту, 3 Цар. 6:1), а також роки правління ізраїльських (4 Цар. 17:1) або іноземних царів (4 Цар. 25:1; Лк. 3 : 1). Дати правління іноземних царів можна уточнювати за позабіблійними джерелами, враховуючи при цьому, що єгиптяни вважали 1-м роком царювання час від воцаріння до наступного новоліття, а вавилоняни - тільки від новоліття (період до Нового року називався «початком царювання»).

### Сайти
- Календари библейской эпохи // Библиологический словарь[недоступне посилання з травня 2019]